# Kermesia statira
Kermesia statira är en insektsart som beskrevs av Ronald Gordon Fennah 1957. Kermesia statira ingår i släktet Kermesia och familjen Meenoplidae. Inga underarter finns listade i Catalogue of Life.